# Justina Tiana Eyakpobeyan
Justina Tiana Eyakpobeyan, née le 26 septembre 2006, est une sprinteuse nigériane. Elle remporte la médaille d'or au relais 4 × 100 mètres aux Jeux africains de 2023 et aux Championnats d'Afrique d'athlétisme 2024. En 2024, elle participe aux Jeux olympiques d'été de 2024.

## Palmarès
| Date | Compétition                              | Lieu           | Résultat | Épreuve   | Marque  |
| ---- | ---------------------------------------- | -------------- | -------- | --------- | ------- |
| 2023 | Championnats d'Afrique cadets            | Ndola          | 2e       | 100 m     | 11 s 55 |
| 2023 | Championnats d'Afrique cadets            | Ndola          | 3e       | 200 m     | 23 s 60 |
| 2023 | Jeux du Commonwealth de la jeunesse (en) | Port-d'Espagne | 2e       | 100 m     | 11 s 29 |
| 2023 | Jeux du Commonwealth de la jeunesse (en) | Port-d'Espagne | 2e       | 200 m     | 23 s 47 |
| 2023 | Jeux du Commonwealth de la jeunesse (en) | Port-d'Espagne | 1re      | 4 × 100 m | 42 s 68 |
| 2024 | Jeux africains                           | Accra          | 1re      | 4 × 100 m | 43 s 05 |
| 2024 | Championnats d'Afrique                   | Douala         | 1re      | 4 × 100 m | 43 s 01 |